# Pro Brass
Pro Brass (Eigenschreibweise auch PRO BRASS) ist ein österreichisches Blechbläserensemble.
1983 in Oberösterreich aufgrund von Workshops etlicher engagierter Blechbläser entstanden, verbindet Pro Brass auf eigenwillige und innovative Weise Musik aus verschiedensten Stilrichtungen.
Die Besetzung mit fünf Trompeten, zwei Hörnern, vier Posaunen und Tuba, unterstützt durch Schlagwerk und Keyboard, ist in der Blechbläserszene ein eher unkonventionelles Novum. Die Musiker von Pro Brass sind Mitglieder in renommierten Orchestern.

## Tonträger
Alle erschienen beim eigenen Label AtemMusik
- 1986 A la Carte (als LP; 1993 als CD)
- 1988 Firewater (als LP; 1993 als CD)
- 1991 Heimatlieder ... und überhaupt
- 1993 At Abbey Road
- 1996 G’rad verkehrt
- 1997 Bruckner
- 2000 In & Out
- 2001 Traumfabrik
- 2003 Die Goldene
- 2005 With Love
- 2008 Gemischte Marmelade
- 2008 Tatort Pro Brass (DVD)
- 2011 Wer ist der Täter das Live-Hörspiel
- 2014 Weil’s wurscht is
- 2021 Sein oder Nichtsein

## Auszeichnungen
- Großer Kulturpreis des Landes Oberösterreich 1996